# Per Broméen
Per Larsson Broméen, född 18 maj 1642 i Örebro, död 15 november 1701 i Stockholm, var en svensk ämbetsman.

## Biografi
Per Broméen föddes 1642. Han blev i september 1659 student vid Uppsala universitet och var 1676 med i kommissionen över trollväsendet. År 1680 kallades han under sina utrikesresor till att vara drottning Christinas sekreterare under hennes resa till Rom, men han undanbad sig. Broméen blev 23 maj 1683 assessor i Svea hovrätt och var bland annat ledamot i Lagkommissionen. Han adlades 20 februari 1695 till Broméen och introducerades 1697 i Sveriges Riddarhus som nummer 1322. Broméen blev 6 augusti 1701 vice president i Svea hovrätt. Han avled 1701 i Stockholm och begravdes i Storkyrkan där hans vapen sattes upp.

### Familj
Broméen gifte sig första gången med Anna Hanssen (1645–1693), dotter till klädeshandlaren Peter Hanssen och Anna Stecker i Stockholm. Anna Hanssen var änka efter assessorn Greger von Schönfelt. Broméen gifte sig andra gången 17 maj 1694 med Inga Törnflycht (1675–1708), dotter till kommerserådet Olof Törnflycht och Margareta Andersen. Efter Broméens död gifte hon om sig med riksrådet och kanslipresidenten greve Arvid Bernhard Horn af Ekebyholm.